# Physoceras australe
Physoceras australe är en orkidéart som beskrevs av Pierre Boiteau. Physoceras australe ingår i släktet Physoceras och familjen orkidéer. Inga underarter finns listade i Catalogue of Life.